# Gonomyia unicornuta
Gonomyia unicornuta är en tvåvingeart som beskrevs av Alexander 1956. Gonomyia unicornuta ingår i släktet Gonomyia och familjen småharkrankar.
Artens utbredningsområde är Uganda. Inga underarter finns listade i Catalogue of Life.